# 14丁目劇場
座標: 北緯40度44分16秒 西経73度59分50秒 / 北緯40.737779度 西経73.997304度
14丁目劇場（14ちょうめげきじょう）、フォーティーンス・ストリート劇場 (the Fourteenth Street Theatre) は、ニューヨーク市マンハッタン区の西14丁目107番地、6番街から少し西に入った場所にあった劇場。アレキサンダー・ゼルツァーが設計し、1866年に開場した当時は、「テアトル・フランセ (Theatre Francais)」という名で、フランス語のドラマやオペラを上演する拠点であった。
1871年に「ライシーアム (Lyceum)」 と改称した。1879年にこの劇場の経営を引き受けたJ・H・ヘイヴァリーは、これを「ヘイヴァリーの14丁目劇場 (Haverly's 14th Street Theatre) と改称した。1880年代半ばには、単に14丁目劇場と呼ばれるようになっていた。
1910年代半ばには、映画館に転用されていたが、女優エヴァ・ル・ガリエンヌが1926年にレパートリー・シアターに変え、名称も「シヴィック・レパートリー劇場 (Civic Repertory Theatre)」と改めた。彼女は34作品を公演し、成功させたが、世界恐慌のあおりを受けて1934年に閉場となった。
建物は1938年に取り壊された。

## おもな上演作品

### 14丁目劇場
- Evangeline! (1885-1886) - 252公演
- The Still Alarm (1887)
- The Old Homestead (1887, by Denman Thompson) - 155公演
- A Romance of Athlone (1889, 1890, by Chauncey Olcott)
- Blue Jeans (1890)
- Mavourneen (1891)

### シヴィック・レパートリー劇場
- Alice in Wonderland (1932-33, adapted by Eva Le Gallienne) - 127公演
- Peace on Earth (1933-34, by George Sklar and Albert Maltz) - 126公演
- Let Freedom Ring (1935-36) - 108公演